# František Gaulieder
František Gaulieder (18. ledna 1951 – 25. března 2017 Trnovec nad Váhom) byl slovenský politik, bývalý poslanec Národní rady Slovenské republiky za politickou stranu Hnutí za demokratické Slovensko. Svého poslaneckého mandátu byl 4. prosince 1996 zbaven, což později Ústavní soud Slovenské republiky označil za protiústavní čin.